# Цабовський потік
Цабовський потік (словац. Cabovský potok) — річка; права притока Топлі, протікає в окрузі Вранов-над-Теплою.
Довжина приблизно 11.0-13.2 км. Витік знаходиться в масиві Солоні гори (гора Стрехови Врх) — на висоті приблизно 540 метрів. Впадає Стреховський потік.
Протікає територією сіл Банське; Сечовська Полянка; Цабов і Давидів. Впадає в Топлю на висоті близько 113-115 метрів.